# Pavona divaricata
Espèce
Statut CITES
Pavona divaricata est une espèce de coraux appartenant à la famille des Agariciidae.